# فوربز هند
فوربز هند نسخه هندی فوربز است که توسط شرکت رسانه‌ای متعلق ریلاینس اینداستریز و گروه نتورک۱۸ مدیریت می‌شود.

## تاریخچه و مشخصات
از زمان تأسیس آن در سال ۲۰۰۸، فوربس هند به تیراژ ۵۰۰۰۰ نسخه دست یافته‌است و بیش از ۵۰ کرور روپیه در خط اصلی تولید می‌کند. این مجله هر دو هفته یکبار منتشر می‌شود.
در می ۲۰۱۳، شبکه ۱۸ متعلق به First Post با فوربس هند ادغام شد. اندکی پس از آن، چهار سردبیر ارشد که رشد فوربس هند را رهبری کردند، از جمله سردبیر آن، ایندراجیت گوپتا، تحت شرایط شگفت‌آوری تحقیرآمیز اخراج شدند. این رویداد منجر به گمانه زنی‌های رسانه ای قابل توجهی شد. باشگاه مطبوعات، بمبئی، قطعنامه ای را تصویب کرد: «روش اخراج آنها از شرکت شرم آور نبود. خبرنگاران نه تنها پیام رسان اخبار و اطلاعات هستند، بلکه صدای جمعی جامعه مدنی هستند.